# アドマイヤサンデー
アドマイヤサンデー（欧字名:Admire Sunday、1995年2月20日 - 2015年5月15日）は、日本の競走馬、繁殖牝馬。
現役時代は重賞タイトルには一歩届かなかったが、繁殖牝馬としてフサイチホウオー、トールポピー、アヴェンチュラといった重賞勝ち馬を輩出した。

## 経歴

### 競走馬時代
1998年（旧4歳）、デビュー戦となった4月25日の京都競馬場での4歳未勝利戦で、1番人気に応えて初勝利を挙げた。続く4歳500万下条件戦も制し、2連勝で優駿牝馬に出走したが、8番人気で11着だった。夏の休養を経て9月に自己条件のポプラステークス（900万下・当時）に出走して2着となり、続いて秋華賞トライアルのローズステークスに出走し、3番人気に支持されたが7着だった。このため秋華賞を断念、保津峡特別（900万下・当時）に出走し1番人気で勝利し3勝目を挙げた。続く桂川ステークス（1600万下）で2着となり、阪神牝馬特別ではエガオヲミセテに続く2着となり、収得賞金を加算してオープン馬となった。その後、翌年の春シーズンに備えて休養に入り、帰厩後は安田記念に向けて調整されていたが、調教中に左前脚を骨折し競走馬を引退することとなった。

### 繁殖牝馬時代
引退後はノーザンファームで繁殖入りした。
5年度目の産駒であるフサイチホウオーはデビュー勝ちを収めたあと重賞を3連勝し、産駒の初の重賞タイトルを一気に3つも手に入れた。さらに皐月賞は3着に入りクラシックで好走するかと思われたが、1番人気で臨んだ東京優駿では7着に敗れ、その後は精彩を欠きこれまでの走りを見せることはなかった。
その翌年の産駒であるトールポピーはデビュー後4戦目の阪神ジュベナイルフィリーズを制し産駒の初GⅠ制覇を果たす。さらに翌年の優駿牝馬も制し、フサイチホウオーが果たせなかったクラシック制覇も果たした。
さらに、2008年産のアヴェンチュラもデビュー勝ちを収め、その後クイーンステークスから連勝で秋華賞を制して産駒のGⅠ3勝目を挙げた。
2015年、ハービンジャーとの仔を産んだ1ヶ月後の5月15日に死亡。20歳没。

## 競走成績
以下の内容は、netkeiba.comおよびJBISサーチに基づく。
| 年月日     | 競馬場 | 競走名       | 格   | 距離（馬場）  | 頭数 | 枠番 | 馬番 | オッズ（人気） | 着順 | タイム（上り3F） | 着差 | 騎手     | 斤量（kg） | 勝ち馬/（2着馬）       |
| ---------- | ------ | ------------ | ---- | ------------- | ---- | ---- | ---- | -------------- | ---- | ---------------- | ---- | -------- | ---------- | ---------------------- |
| 1998.04.25 | 京都   | 未勝利       |      | 芝1600m（稍） | 16   | 5    | 10   | 03.3（1人）    | 1着  | 1:36.0 (35.4)    | -0.3 | 松永幹夫 | 53         | （パラディーノ）       |
| 0000.05.17 | 京都   | 500万下      |      | 芝1600m（稍） | 16   | 4    | 7    | 01.7（1人）    | 1着  | 1:36.6 (36.0)    | -0.3 | 松永幹夫 | 53         | （サンキューホーラー） |
| 0000.05.31 | 東京   | 優駿牝馬     | GI   | 芝2400m（良） | 18   | 2    | 4    | 16.7（8人）    | 11着 | 2:29.5 (35.7)    | -1.4 | 南井克巳 | 55         | エリモエクセル         |
| 0000.08.30 | 札幌   | ポプラS      | 900  | 芝2000m（良） | 12   | 1    | 1    | 04.2（2人）    | 2着  | 2:06.7 (35.0)    | -0.1 | 松永幹夫 | 53         | シンボリクラウン       |
| 0000.09.27 | 阪神   | ローズS      | GII  | 芝2000m（稍） | 11   | 7    | 8    | 08.0（3人）    | 7着  | 2:05.9 (37.4)    | -1.5 | 松永幹夫 | 54         | ファレノプシス         |
| 0000.11.05 | 京都   | 保津峡特別   | 900  | 芝1600m（良） | 9    | 4    | 4    | 02.4（1人）    | 1着  | 1:36.2 (35.5)    | -0.4 | 松永幹夫 | 53         | （スターパス）         |
| 0000.11.22 | 京都   | 桂川S        | 1600 | 芝1800m（良） | 9    | 8    | 8    | 03.4（2人）    | 2着  | 1:47.7 (34.6)    | -0.1 | 松永幹夫 | 53         | アサカホマレ           |
| 0000.12.20 | 阪神   | 阪神牝馬特別 | GII  | 芝1600m（良） | 13   | 8    | 12   | 10.9（4人）    | 2着  | 1:35.0 (35.2)    | -0.3 | 松永幹夫 | 53         | エガオヲミセテ         |

## 繁殖成績
初仔アドマイヤロイヤルがデビュー2戦目で予後不良となるなど、当初の繁殖成績は芳しくなかったが、4番仔として2007年のクラシック戦線を賑わせたフサイチホウオーを産み、続く5番仔のトールポピーと8番仔のアヴェンチュラがGI優勝馬となり、繁殖入り後から一転して名繁殖牝馬の1頭に数えられるようになった。また7番仔のヴェラブランカは競走馬としては下級条件で引退したが、繁殖入り後にジャパンカップ勝ち馬のヴェラアズールを出産した。
|        | 生年   | 馬名               | 性 | 毛色   | 父                 | 馬主                                 | 厩舎                             | 戦績 |
| ------ | ------ | ------------------ | -- | ------ | ------------------ | ------------------------------------ | -------------------------------- | --- |
| 初仔   | 2000年 | アドマイヤロイヤル | 牡 | 鹿毛   | トニービン         | 近藤利一                             | 栗東・作田誠二                   | 2戦0勝（予後不良）                                                                                                   |
| 2番仔  | 2002年 | アドマイヤメガミ   | 牝 | 鹿毛   | エルコンドルパサー | 近藤利一                             | 栗東・松田博資                   | 20戦1勝（引退・繁殖） - チューリップ賞・GIII：2着                                                                    |
| 3番仔  | 2003年 | ヴァリアントホーク | 牡 | 鹿毛   | グラスワンダー     | （有）キャロットファーム →高橋二次矢 | 美浦・河野通文 →名古屋・角田輝也 | 8戦1勝（うち地方5戦1勝・引退）                                                                                       |
| 4番仔  | 2004年 | フサイチホウオー   | 牡 | 鹿毛   | ジャングルポケット | 関口房朗                             | 栗東・松田国英                   | 11戦4勝（引退・種牡馬） - 東京スポーツ杯2歳ステークス・GIII - ラジオNIKKEI杯2歳ステークス・GIII - 共同通信杯・JpnIII |
| 5番仔  | 2005年 | トールポピー       | 牝 | 鹿毛   | ジャングルポケット | （有）キャロットファーム             | 栗東・角居勝彦                   | 14戦3勝（引退・繁殖） - 阪神ジュベナイルフィリーズ・JpnI - 優駿牝馬・JpnI                                            |
| 6番仔  | 2006年 | ナサニエル         | 牡 | 鹿毛   | キングカメハメハ   | 吉田俊介 →吉田和美                   | 北海道・廣森久雄 →美浦・小島茂之 | 10戦3勝（うち地方6戦3勝・引退） - 全日本2歳優駿・JpnI：2着                                                           |
| 7番仔  | 2007年 | ヴェラブランカ     | 牝 | 芦毛   | クロフネ           | （有）キャロットファーム             | 栗東・池江泰郎                   | 7戦2勝（引退・繁殖）                                                                                                 |
| 8番仔  | 2008年 | アヴェンチュラ     | 牝 | 鹿毛   | ジャングルポケット | （有）キャロットファーム             | 栗東・角居勝彦                   | 7戦4勝(引退・繁殖) - クイーンステークス・GIII - 秋華賞・GI                                                           |
| 9番仔  | 2009年 | エンジェルフォール | 牝 | 鹿毛   | ジャングルポケット | （有）キャロットファーム             | 栗東・角居勝彦                   | 1戦0勝（引退・繁殖）                                                                                                 |
| 10番仔 | 2010年 | エルミラドール     | 牝 | 栗毛   | ジャングルポケット | （有）キャロットファーム             | 栗東・笹田和秀                   | 不出走(引退・繁殖）                                                                                                  |
| 11番仔 | 2011年 | ムタード           | 牡 | 栗毛   | ジャングルポケット | 吉田和美                             | 栗東・吉村圭司                   | 不出走（引退） |
| 12番仔 | 2013年 | アドヴェントス     | 牝 | 黒鹿毛 | ジャングルポケット | （有）キャロットファーム             | 美浦・堀宣行                     | 13戦3勝（引退・繁殖）                                                                                                |
| 13番仔 | 2015年 | プレビアス         | 牡 | 鹿毛   | ハービンジャー     | （有）キャロットファーム             | 美浦・萩原清                     | 3戦0勝（引退） |

## 血統表
| アドマイヤサンデーの血統                                   | アドマイヤサンデーの血統               | アドマイヤサンデーの血統            | （血統表の出典）                    | （血統表の出典） |
| 父系                                                       | サンデーサイレンス系                   | サンデーサイレンス系                | サンデーサイレンス系                |                  |
| 父 *サンデーサイレンス Sunday Silence 1986 青鹿毛 アメリカ | 父の父Halo 1969 黒鹿毛 アメリカ        | Hail to Reason                      | Turn-to                             | Turn-to          |
| 父 *サンデーサイレンス Sunday Silence 1986 青鹿毛 アメリカ | 父の父Halo 1969 黒鹿毛 アメリカ        | Hail to Reason                      | Nothirdchance                       |                  |
| 父 *サンデーサイレンス Sunday Silence 1986 青鹿毛 アメリカ | 父の父Halo 1969 黒鹿毛 アメリカ        | Cosmah                              | Cosmic Bomb                         | Cosmic Bomb      |
| 父 *サンデーサイレンス Sunday Silence 1986 青鹿毛 アメリカ | 父の父Halo 1969 黒鹿毛 アメリカ        | Cosmah                              | Almahmoud                           |                  |
| 父 *サンデーサイレンス Sunday Silence 1986 青鹿毛 アメリカ | 父の母Wishing Well 1975 鹿毛 アメリカ  | Understanding                       | Promised Land                       | Promised Land    |
| 父 *サンデーサイレンス Sunday Silence 1986 青鹿毛 アメリカ | 父の母Wishing Well 1975 鹿毛 アメリカ  | Understanding                       | Pretty Ways                         |                  |
| 父 *サンデーサイレンス Sunday Silence 1986 青鹿毛 アメリカ | 父の母Wishing Well 1975 鹿毛 アメリカ  | Mountain Flower                     | Montparnasse                        | Montparnasse     |
| 父 *サンデーサイレンス Sunday Silence 1986 青鹿毛 アメリカ | 父の母Wishing Well 1975 鹿毛 アメリカ  | Mountain Flower                     | Edelweiss                           |                  |
| 母 *ムーンインディゴ Moon Indigo 1986 鹿毛 アメリカ        | 母の父El Gran Senor 1981 鹿毛 アメリカ | Norhern Dancer                      | Nearctic                            | Nearctic         |
| 母 *ムーンインディゴ Moon Indigo 1986 鹿毛 アメリカ        | 母の父El Gran Senor 1981 鹿毛 アメリカ | Norhern Dancer                      | Natalma                             |                  |
| 母 *ムーンインディゴ Moon Indigo 1986 鹿毛 アメリカ        | 母の父El Gran Senor 1981 鹿毛 アメリカ | Sex Appeal                          | Buckpassar                          | Buckpassar       |
| 母 *ムーンインディゴ Moon Indigo 1986 鹿毛 アメリカ        | 母の父El Gran Senor 1981 鹿毛 アメリカ | Sex Appeal                          | Best in Show                        |                  |
| 母 *ムーンインディゴ Moon Indigo 1986 鹿毛 アメリカ        | 母の母Madelia 1974 栗毛 フランス       | Caro                                | Fortino                             | Fortino          |
| 母 *ムーンインディゴ Moon Indigo 1986 鹿毛 アメリカ        | 母の母Madelia 1974 栗毛 フランス       | Caro                                | Chambord                            |                  |
| 母 *ムーンインディゴ Moon Indigo 1986 鹿毛 アメリカ        | 母の母Madelia 1974 栗毛 フランス       | Moonmadness                         | Tom Fool                            | Tom Fool         |
| 母 *ムーンインディゴ Moon Indigo 1986 鹿毛 アメリカ        | 母の母Madelia 1974 栗毛 フランス       | Moonmadness                         | Sunset                              |                  |
| 母系(F-No.)                                                | (FN:1-p)                               | (FN:1-p)                            | (FN:1-p)                            | [ § 2 ]          |
| 5代内の近親交配                                            | Almahmoud 4×5、Tom Fool 5･4（母内）    | Almahmoud 4×5、Tom Fool 5･4（母内） | Almahmoud 4×5、Tom Fool 5･4（母内） | [ § 3 ]          |
| 出典                                                       | 1. 2. 3.                               | 1. 2. 3.                            | 1. 2. 3.                            | 1. 2. 3.         |

母は不出走だが、祖母Madeliaはフランスの牝馬2冠を制した名牝であり、近親にもフランスを中心に多数の活躍馬がいる。

### 近親
- Madelia（祖母-仏1000ギニー・G1、仏オークス・G1、サンタラリ賞・仏G1）
- Mount Hagen（大伯父-ムーランドロンシャン賞・仏G1、フォンテーヌブロー賞・仏G3）
- Monsanto(大伯父-ロンポワン賞・仏G3、フォンテーヌブロー賞・仏G3)
- Claud Monet（伯父-ダンテステークス・英G2）
- Moonlight Dance（叔母-サンタラリ賞・仏G1）
- Marignan（叔父-仏ダービー2着）
- Millionaia（従妹-仏オークス2着）